# Абу-ль-Хасан аль-Маварди
Абу-ль-Хаса́н Али́ ибн Муха́ммад аль-Басри́ аль-Ма́варди (араб. أبو الحسن علي بن محمد البصري الماوردي‎; 974, Басра, совр. Ирак — 27 мая 1058, Багдад) — мусульманский мыслитель, правовед, последователь шафиитского мазхаба. Работал главным кадием Хорасане и Багдаде, служил дипломатом при дворе Аббасидских халифа аль-Каима и аль-Кадира. Особую популярность получил после написания им книги Аль-ахкам ас-Султания валь-Вилаят аль-Диния.

## Биография
Полное имя: Абу-ль-Хасан Али ибн Мухаммад ибн Хабиб аль-Басри аль-Маварди. Родился в Басре в 974 году. Он с ранних лет изучал хадисы, фикх и толкование Корана у таких известных богословов своего времени как аль-Хатиб аль-Багдади (ум. 1072) и Абу-ль-Вахид ас-Симари. Поселившись в Багдаде он познакомился с мутазилитами и проявлял к ним симпатии
Аль-Маварди назначен главным кадием в Устуве, а затем переехал в Багдад. Ему также довелось исполнять роль дипломата на переговорах Аббасидского халифата с Буидским эмиратом. Эти переговоры стали причиной создания им его самого главного труда «Аль-ахкам ас-Султания валь-Вилаят аль-Диния». Абу-ль-Хасан аль-Маварди умер в Багдаде 27 мая 1058 года.

## Труды и сочинения
Считается первым автором работ по политической теории и, соответственно, основоположником политической науки в исламском мире. Маварди был автором книг по правоведению, толкованию Корана, основам государственности и искусству управления государством, каламу и т. д. Его книги увидели свет после его смерти, благодаря одному из его учеников. В этих сочинениях, среди прочих, рассматриваются такие темы, как отношения между населением и властями или достижение победы в конфликте. Автор выступал за сильное правительство, но против предоставления неограниченных полномочий правителям, что, по его мнению, порождало бы беспорядок и хаос. 
- аль-Ахкам ас-Султания ва-ль-Вилаят ад-Диния
- Канун аль-Вазара
- Насихат Китаб аль-Мульк
- Адаб Китаб ад-Дунья ва-д-Дин